# زبابة (جنس)
الزَّبَابَة (الاسم العلمي: Sorex) هي جنس من الثدييات يتبع فصيلة الزبابات من رتبة زباببات الشكل.